# Santa Cruz de la Sierra (Cáceres)
Santa Cruz de la Sierra ist ein südwestspanisches Dorf und eine Gemeinde (municipio) mit 322 Einwohnern (Stand: 2024) in der Provinz Cáceres (Extremadura). 

## Lage und Klima
Santa Cruz de la Sierra liegt im Süden der Provinz Cáceres in einer Höhe von etwa 465 m. Die Entfernung zur Hauptstadt Cáceres beträgt 55 km (Fahrtstrecke) in westnordwestlicher Richtung. Durch die Gemeinde führt die Autovía A-5.
Das Klima ist meist warm und trocken; der eher spärliche Regen (ca. 536 mm/Jahr) fällt hauptsächlich im Winterhalbjahr.

## Bevölkerungsentwicklung
| Jahr      | 1970 | 1981 | 1991 | 2001 | 2011 | 2021 |
| Einwohner | 985  | 646  | 553  | 476  | 414  | 364  |

## Sehenswürdigkeiten

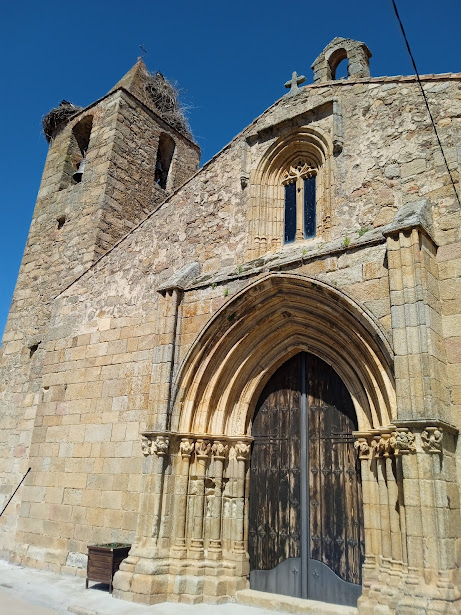
Kreuzkirche
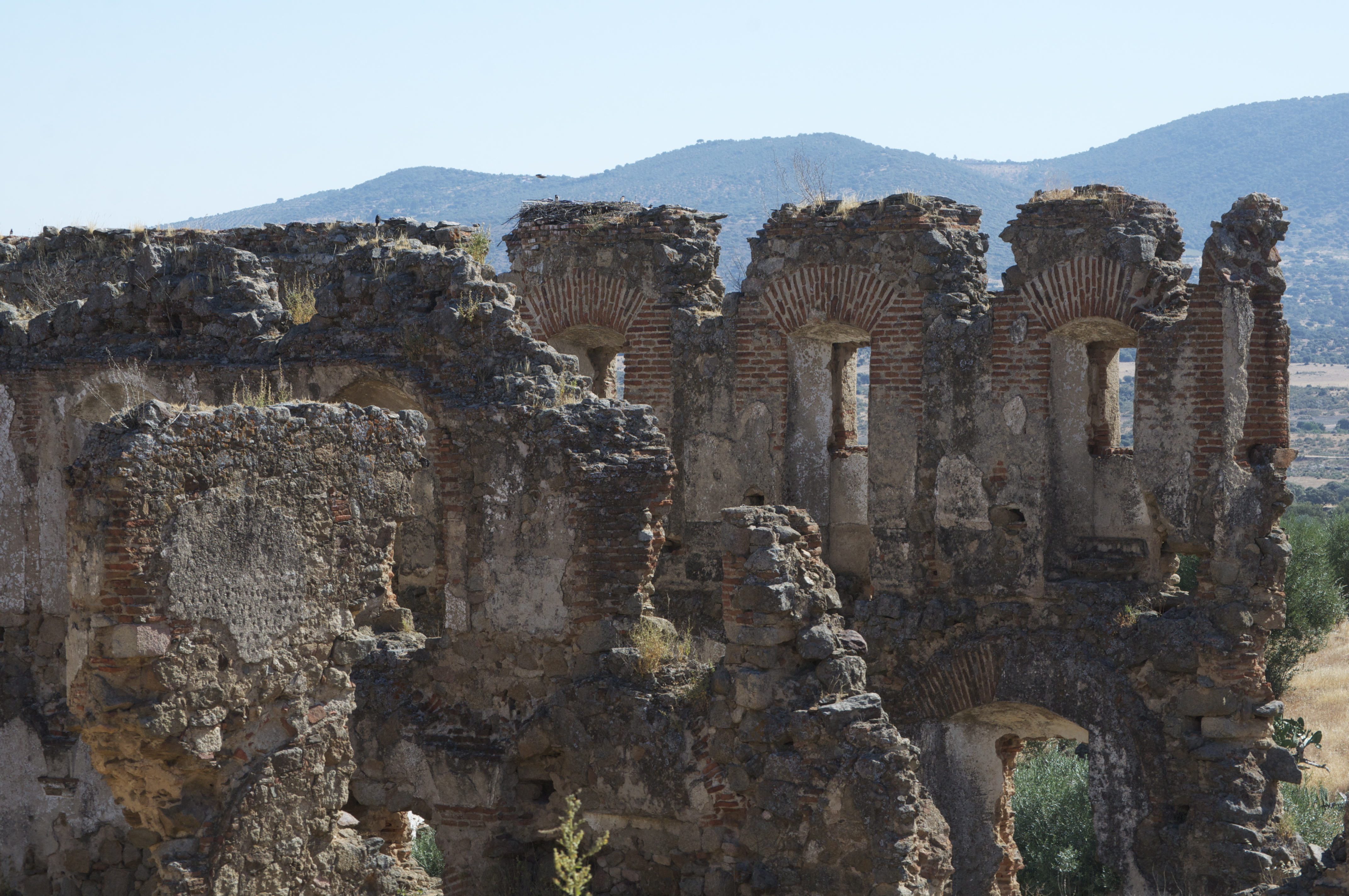
Konventsruinen
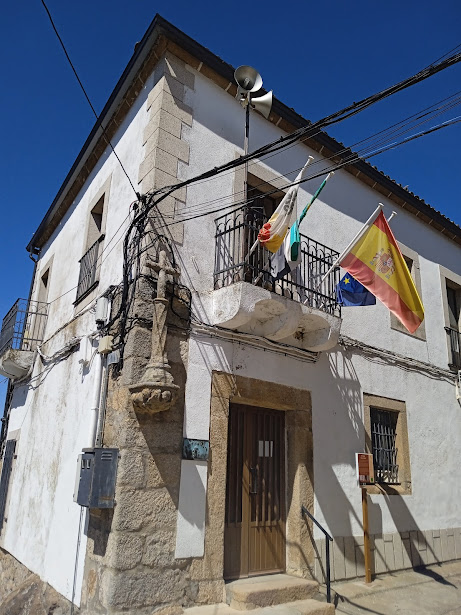
Rathaus

- Ruinen des Augustinerkonvents

- Kreuzkirche
- Konventsruinen
- Rathaus